# Save the Children (lied)
Save the children is een nummer uit 1971 van de Amerikaanse zanger Marvin Gaye. Het nummer is geschreven door Renaldo Benson, Al Cleveland en Marvin Gaye, en verscheen op het album What's Going On.
Het lied is als single uitgebracht in het Verenigd Koninkrijk, waar het op nummer 41 piekte in de hitlijsten van december 1971. Het nummer werd in 1973 gecoverd door zangeres Diana Ross.